# Eduard Rückert
Eduard Rückert (* 23. November 1822 in Hildburghausen; † 17. August 1880 in Meiningen) war Jurist und Mitglied des Deutschen Reichstags.

## Leben
Rückert besuchte das Gymnasium in Hildburghausen und studierte Rechtswissenschaften an den Universitäten Jena und Berlin. Während seines Studiums wurde er im Wintersemester 1840/41 Mitglied der Burschenschaft Arminia auf dem Burgkeller. Ab 1849 war er Rechtsanwalt und ab 1873 Kreisgerichtsdirektor in Sonneberg bei Coburg. 1874 erfolgte seine Promotion zum Dr. jur. Von 1852 bis 1853 und von 1860 bis 1877 war er Mitglied des Meininger Landtags, 1863 Vorsitzender des Domaine-Ausschusses und ab 1868 Landtagspräsident. Er war Mitbegründer des National-Vereins und Mitglied des Deutschen Abgeordneten-Tags.
1867 war er Mitglied des konstituierenden Reichstags für den Reichstagswahlkreis Herzogtum Sachsen-Meiningen 2 (Sonneberg – Saalfeld) und von 1877 bis zu seiner Mandatsniederlegung 1879 war er Mitglied des Deutschen Reichstags für den Reichstagswahlkreis Herzogtum Sachsen-Meiningen 1 (Meiningen – Hildburghausen) und die Nationalliberale Partei.